# Lei Tomiki
Pas d'image ? Cliquez ici

a Compétitions nationales et continentales officielles uniquement.

b Matchs officiels uniquement.
Dernière mise à jour le 18 avril 2024.
Lei Tomiki, né le 22 juillet 1983 à Tongatapu (Tonga), est un joueur de rugby à XV tongien qui évolue au poste de troisième ligne aile.

## Biographie
Lei Tomiki est né sur l'île de Tongatapu aux Tonga, mais grandit en Australie dans la région de Sydney. Il est scolarisé dans un premier temps à la Narrabeen Sports High School, avant de rejoindre le Scots College,.
Il est le cousin du troisième ligne international australien George Smith, et du centre Tyrone Smith,.

## Carrière
Joueur prometteur, Lei Tomiki représente la sélection scolaire australienne en 2000 et 2001,.
En 2001, alors qu'il vient tout juste de terminer le lycée, il signe un contrat de trois saisons avec la franchise des Waratahs,.
Il joue avec l'équipe d'Australie des moins de 21 ans en 2003 et 2004, disputant les Championnats du monde de cette catégorie d'âge,.
Il fait ses débuts professionnels avec les Waratahs lors de la saison 2003 de Super 12, à l'occasion d'un match contre les Crusaders. Il joue deux matchs lors de cette première saison, tous dans un rôle de remplaçant. La saison suivante, il joue trois rencontres, dont une titularisation contre les Blues,. Toujours présent dans l'effectif lors de la saison 2005, dans le cadre d'une féroce concurrence, avec notamment l'emblématique Phil Waugh à son poste,  il ne joue cette fois pas le moindre match.
Peu utilisé en Super 12, Lei Tomiki joue davantage avec le club de Randwick en Shute Shield, et remporte ce championnat en 2004,. Il remporte également la Tooheys New Cup la même année.
En 2005, il rejoint le club français du RC Narbonne en Top 14. Il s'impose rapidement au sein de la troisième ligne de sa nouvelle équipe, obtenant un temps de jeu important. Lors de sa deuxième saison, il parvient à inscrire neuf essais, faisant de lui le deuxième marqueur du club derrière l'ailier Julien Candelon. Ses performances n'empêchent pas le club audois d'être relégué en deuxième division, et Lei Tomiki quitte alors le club,.
Après son départ de Narbonne, il s'engage en 2009 avec le Castres olympique au sein du même championnat. Il joue deux saisons et quarante-neuf matchs avec le club castrais.
En juin 2009, il participe à la tournée des Barbarians français en Argentine pour affronter le Rosario Invitación XV puis les Pumas. Les Baa-Baas l'emportent 54 à 30 contre Rosario puis s'inclinent 32 à 18 contre l'Argentine à Buenos Aires,.
En août 2009, après quatre saisons en France, il décide de rentrer en Australie et s'engage pour deux saisons avec les Queensland Reds en Super Rugby,.
Toutefois, avant de rejoindre les Reds, dont la saison commence en février 2010, il effectue un passage deux mois avec l'US Carcassonne en Fédérale 1, où il retrouve ses anciens coéquipiers à Narbonne Franck Tournaire et Christian Labit, ce dernier étant devenu entraîneur,.
Avec les Queensland Reds, il ne joue qu'un seul match lors de la saison 2010, face aux Hurricanes, après avoir subi une blessure au genou, ainsi que la concurrence de l'ancien All Black Daniel Braid,. La saison suivante, malgré le départ de Braid, il ne joue aucun match, devant l'émergence de Beau Robinson (en), Liam Gill ou Jake Schatz,,.
Il retourne jouer en France en 2011, rejoignant le Stade français en Top 14. Au milieu de sa première saison à Paris, il se blesse gravement ce qui met fin à saison, et permet notamment l'arrivée de son cousin George Smith en tant que joker médical. En mai 2013, il est remplaçant lors de la finale de Challenge européen que son équipe perd face au Leinster. Peu utilisé lors de sa deuxième saison, il n'est pas conservé et quitte le club en juin 2013.
Sans club pendant quelques mois, il fait finalement son retour au RC Narbonne en Pro D2 à partir de septembre 2013. Régulièrement utilisé lors de sa première saison (dix-huit matchs), il joue moins lors de sa seconde (dix matchs),. À la suite d'une saison 2015-2016 vierge de toute rencontre, il quitte le club après avoir été déclaré inapte à la pratique du rugby. Lei Tomiki attaque cependant le club audois en justice un an plus tard, avec certains ex-coéquipiers, pour un licenciement estimé abusif,.

## Palmarès
- Vainqueur du Shute Shield en 2004 avec Randwick.
- Vainqueur de la Tooheys New Cup en 2004 avec Randwick.
- Vainqueur du Super Rugby en 2011 avec les Queensland Reds[a].
- Finaliste du Challenge européen en 2013 avec le Stade français.